# Béla Síki
Pour les articles homonymes, voir Siki.
Béla Síki (21 février 1923 - 29 octobre 2020) est un pianiste suisse d'origine hongroise.

## Biographie
Né en Hongrie, il a été l'élève à l'Académie de musique Franz-Liszt de Budapest de musiciens aussi prestigieux que Leó Weiner et Ernst von Dohnanyi. Arrivé en Suisse en 1947, il étudie avec Dinu Lipatti et devient lauréat du Concours de Genève en 1948. Il entreprend une brillante carrière de soliste qui le mène sur les cinq continents, jouant avec des grands orchestres sous la baguette d'éminents chefs.
En 1965, il s’établit aux États-Unis où il est professeur à l’Université de Washington à Seattle. De nombreux disques ont paru tout au long de sa carrière, il est un professeur de renommée internationale très souvent sollicité pour faire partie des jurys de concours internationaux, tels ceux de Leeds, Genève et Bolzano.

## Écrits
- Piano Repertoire: A Guide to Interpretation and Performance. Schirmer Books, 1981.  (ISBN 0-02-872390-2), (OCLC 7554996)
- Hommage à Dinu Lipatti (coll.) Labor et Fides, 1952 (OCLC 460721068)

## Discographie
- Beethoven, Sonates pour piano nos 6, 14 et 21 (Tokyo 11 octobre 1962, Denon) (OCLC 690183004)
- Saint-Saëns, Carnaval des animaux - Philharmonia Orchestra, dir. Igor Markevitch (8 janvier 1954, Testament SBT 1071) (OCLC 150680349)
- Lipatti, Symphonie concertante - Madeleine Lipatti et Béla Síki, pianos ; Orchestre national de France, dir. Georges Enesco (Besançon, concert 6 septembre 1951, "G. Enesco : Concert d'hommage à Dinu Lipatti" Tahra TAH 426) (OCLC 658343039)